# Episodi di C'è sempre il sole a Philadelphia (quattordicesima stagione)
La quattordicesima stagione della serie televisiva C'è sempre il sole a Philadelphia è stata trasmessa negli Stati Uniti a partire dal 25 settembre al 20 novembre 2019 su FXX.
In Italia, la stagione è stata pubblicata su Disney+ dal 31 luglio 2024. L'episodio Dee Day non è arrivato in Italia a causa di scene di blackface.
| nº | Titolo originale               | Titolo italiano                               | Prima TV USA      | Prima TV Italia |
| -- | ------------------------------ | --------------------------------------------- | ----------------- | --------------- |
| 1  | The Gang Gets Romantic         | Romanticismo                                  | 25 settembre 2019 | 31 luglio 2024  |
| 2  | Thunder Gun 4: Maximum Cool    | Thunder Gun 4: troppo fico                    | 2 ottobre 2019    | 31 luglio 2024  |
| 3  | Dee Day                        |                                               | 9 ottobre 2019    | inedito         |
| 4  | The Gang Chokes                | Soffocamento                                  | 16 ottobre 2019   | 31 luglio 2024  |
| 5  | The Gang Texts                 | Messaggini                                    | 23 ottobre 2019   | 31 luglio 2024  |
| 6  | The Janitor Always Mops Twice  | Il bidello passa sempre lo straccio due volte | 30 ottobre 2019   | 31 luglio 2024  |
| 7  | The Gang Solves Global Warming | Il riscaldamento globale                      | 6 novembre 2019   | 31 luglio 2024  |
| 8  | Paddy's Has a Jumper           | Il saldatore da Paddy's                       | 13 novembre 2019  | 31 luglio 2024  |
| 9  | A Woman's Right to Chop        | Il diritto di una donna di tagliare           | 20 novembre 2019  | 31 luglio 2024  |
| 10 | Waiting for Big Mo             | Aspettando Big Mo                             | 20 novembre 2019  | 31 luglio 2024  |

## Romanticismo
- Titolo originale: The Gang Gets Romantic
- Diretto da: Glenn Howerton
- Scritto da: Charlie Day e Rob McElhenney

## Thunder Gun 4: troppo fico
- Titolo originale: Thunder Gun 4: Maximum Cool
- Diretto da: Heath Cullens
- Scritto da: Conor Galvin

## Dee Day
- Diretto da: Pete Chatmon
- Scritto da: Megan Ganz

## Soffocamento
- Titolo originale: The Gang Chokes
- Diretto da: Glenn Howerton
- Scritto da: John Howell Harris

## Messaggini
- Titolo originale: The Gang Texts
- Diretto da: Tim Roche
- Scritto da: Charlie Day e Rob McElhenney

## Il bidello passa sempre lo straccio due volte
- Titolo originale: The Janitor Always Mops Twice
- Diretto da: Heath Cullens
- Scritto da: Megan Ganz

## Il riscaldamento globale
- Titolo originale: The Gang Solves Global Warming
- Diretto da: Pete Chatmon
- Scritto da: Charlie Day e Rob McElhenney

## Il saldatore da Paddy's
- Titolo originale: Paddy's Has a Jumper
- Diretto da: Kimberly McCullough
- Scritto da: Dannah Phirman e Danielle Schneider

## Il diritto di una donna di tagliare
- Titolo originale: A Woman's Right to Chop
- Diretto da: Pete Chatmon
- Scritto da: Dannah Phirman e Danielle Schneider

## Aspettando Big Mo
- Titolo originale: Waiting for Big Mo
- Diretto da: Pete Chatmon
- Scritto da: David Hornsby